# Hrotti
Hrotti era una espada mítica en las leyendas de Volsung (Fáfnismál, saga Völsunga); pertenecía al tesoro de Fáfnir, que Sigurðr se apropió tras matar a un dragón.